# 마람풀속
마람풀속(marram-屬, 학명: Ammophila 암모필라[*])은 벼과의 속이다. 아주 비슷한 3종으로 이루어진 작은 속이며, 유럽과 북아프리카에 마람풀 한 종이, 북아메리카에 나머지 두 종이 분포한다. 주로 바닷가의 모래 언덕에서 자란다. 학명 "암모필라"는 고대그리스어 낱말로 구성되어 있는데, "모래"를 뜻하는 "아모스(ἄμμος)와 "좋아하는/친한"을 뜻하는 "필로스(φίλος)"로 이루어져 있으며, 모래에서 잘 자라기 때문에 이런 이름이 붙었다.

## 하위 종
- 마람풀 A. arenaria (L.) Link
  - A. arenaria subsp. australis (Mabille) M.Laínz
- A. breviligulata Fernald
- A. champlainensis F.Seym.